# Lia 20th BEST
『Lia 20th BEST』（リア トウェンティース ベスト）は、Liaのベストアルバム。2020年11月25日にハピネットから発売された。規格品番：LIAM-1003 - 1004。

## 概要
2000年にKeyのゲーム『AIR』の主題歌「鳥の詩」を発表して事実上のデビューを果たした、Liaの歌手人生20周年を記念してリリースされた。
CD2枚組ベストアルバムに、ボーナストラック2曲を含む全26曲を収録。収録曲はファンからのリクエスト投票を実施した上で決定された。
初回限定盤は、特製スリーブジャケット仕様での販売となる。

## 収録曲

### Disc1
1. 鳥の詩
ゲーム『AIR』主題歌
ベストアルバム『Lia*COLLECTION ALBUM Vol.1 Diamond Days』収録
2. 夏影 ～Cornwall summer mix～
ベストアルバム『Lia*COLLECTION ALBUM Vol.2 Crystal Voice』収録
3. Farewell song
ベストアルバム『Lia*COLLECTION ALBUM Vol.1 Diamond Days』収録
4. Light colors
ゲーム『智代アフター 〜It's a Wonderful Life〜』OP
ベストアルバム『Lia*COLLECTION ALBUM Vol.1 Diamond Days』収録
5. Life is like a Melody
ゲーム『智代アフター 〜It's a Wonderful Life〜』ED
ベストアルバム『Lia*COLLECTION ALBUM Vol.2 Crystal Voice』収録
ベストアルバム『Key+Lia Best 2001-2010』収録
6. Saya's Song
OVA『リトルバスターズ! EX』第4話挿入歌
7. My Soul, Your Beats!
テレビアニメ『Angel Beats!』OP
シングル『My Soul,Your Beats!／Brave Song』初出
ベストアルバム『Key+Lia Best 2001-2010』収録
8. Bravely You
テレビアニメ『Charlotte』OP
シングル『Bravely You／灼け落ちない翼』初出
9. 星の舟
劇場版アニメ『planetarian 〜星の人』メインテーマ
シングル『星の舟／Gentle Jena』初出
10. 時を刻む唄
テレビアニメ『CLANNAD 〜AFTER STORY〜』OP
シングル『時を刻む唄／TORCH』初出
ベストアルバム『Key+Lia Best 2001-2010』収録
11. Ana
ゲーム『CLANNAD』挿入歌
ベストアルバム『Lia*COLLECTION ALBUM Vol.1 Diamond Days』収録
12. TORCH
テレビアニメ『CLANNAD 〜AFTER STORY〜』ED
シングル『時を刻む唄／TORCH』初出
13. 約束 (bonus track)

### Disc2
1. 赤い約束 (short ver.)
2. 絆-kizunairo-色
シングル『絆-kizunairo-色』初出
3. doll
テレビアニメ『GUNSLINGER-IL TEATRINO-』ED
9thシングル『doll／human』初出（マーベラス、作詞・作曲は麻枝准）
ベストアルバム『Key+Lia Best 2001-2010』収録
4. A Whole New World God Only Knows
テレビアニメ『神のみぞ知るセカイII』OP
マキシシングル『A Whole New World God Only Knows』初出
5. days (Re Ver.)
テレビアニメ『メカクシティアクターズ』挿入歌
アルバム『MEKAKUCITY M's ～メカクシティアクターズ・ヴォーカル&サウンド コレクション～』収録曲[2]（別バージョン）
6. JUSTITIA
テレビアニメ『ウィザード・バリスターズ 弁魔士セシル』OP
シングル『JUSTITIA』初出
7. 尋ねビト
ゲーム『ほしうた』OP
8. 星屑のキズナ
ゲーム『ほしうた Starlight Serenade』OP
9. 心に届く詩
ゲーム『シャイニング・ハーツ』OP
シングル『心に届く詩』初出
10. Timeless Tomorrow
ゲーム『ファイナルファンタジー レジェンズ 時空ノ水晶』テーマソング
配信限定ミニアルバム『ファイナルファンタジー レジェンズ 時空ノ水晶 Timeless Tomorrow』収録[3]
11. THE FORCE OF LOVE
オンラインゲーム『RF online』テーマソング
アルバム『THE FORCE OF LOVE -Lia sings for RF online-』初出
ベストアルバム『Lia*COLLECTION ALBUM Vol.2 Crystal Voice』収録
12. 射光の丘
アルバム『dearly』初出
ベストアルバム『Lia*COLLECTION ALBUM Vol.1 Diamond Days』収録
13. Last Present (bonus track)